# Kellogg
Kellogg este o companie americană care produce diverse cereale, prăjituri și alte tipuri de alimente.